# Nachal Morag
Nachal Morag (hebrejsky נחל מורג) je vádí v jižním Izraeli, na pomezí severovýchodního okraje Negevské pouště a Judské pouště.
Začíná v nadmořské výšce okolo 350 metrů v kopcovité pouštní krajině, cca 4 kilometrů jihovýchodně od města Arad, na východních svazích hory Roš Zohar a nedaleko od dálnice číslo 31. Směřuje k východu a jihovýchodu. Poté vstupuje do nevelké planiny, ve které zprava ústí do vádí Nachal Je'elim, které jeho vody odvádí do Mrtvého moře.